# 임태희
임태희(任太熙, 1956년 12월 1일~)는 대한민국의 정치인이며 교육인이다. 제7대 한경대학교 총장을 역임하였으며, 현재 제21대 경기도교육감(2022~)이다. 대한민국 대통령실 실장을 포함하여 한나라당 국회의원 및 고용노동부 장관을 지냈다.

## 생애
1980년 서울대학교 경영학 학사, 1982년 서울대학교 경영대학원, 2012년 영산대학교 명예경영학 박사를 취득했다.
2000년 5월부터 2004년 5월까지 제16대 한나라당 국회의원(경기 성남시 분당구 을)을 하였다. 이후 한나라당 부대변인을 거쳐 2004년 5월부터 2008년 5월까지 제17대 한나라당 국회의원(경기 성남시 분당구 을)을 하였고 2004년 7월부터 2005년 1월까지 한나라당 대변인을 거쳐 2005년 3월부터 2006년 1월까지 한나라당 원내수석부대표를 맡았다. 2008년 5월부터 2010년 10월까지 제18대 한나라당 국회의원(경기 성남시 분당구 을)을 하다가 사퇴하여 2009년 10월부터 2010년 7월까지 고용노동부 장관을 역임지냈다. 이후 청와대 대통령실장으로 임명되어 2011년 7월까지 재임하였으며, 2014부터 2017년까지 한국정책재단 이사장을 역임하였다.
2017년 10월에는 국립대학인 한경대학교 총장으로 선출되어 2021년 10월까지 재임하였다. 퇴임 후 국민의힘 선대위 총괄상황본부장 역할을 맡았고, 윤석열 대통령 당선 이후 대통령 당선인 특별고문을 지냈다.
2022년 초, 차기 경기도교육감 유력 후보로 거론된 후 그 해 4월에 정식으로 출마선언을 하였다. 이후 치러진 제8회 전국동시지방선거에 경기도교육감 후보로 출마하여 54.79%의 득표율로 당선되었다. 경기도 모든 시군에서 상대 후보인 성기선 후보보다 많은 표를 받았다. 동시에 같은 단위 선거인 경기도지사 당선인보다 많은 표를 득표하였다.(역대 경기도교육감 선거 최다득표율 및 최다득표)
2023년 주호민의 자녀가 분리 조치되었다는 이유로 교사를 아동학대 혐의로 고소해서 직위 해제 당했을 때 주호민 이외의 모든 학부형들이 임태희에게 탄원서를 제출했다. 임태희는 이를 받아들여 해당 교사를 2023년 8월 1일 부로 복직 시켰다.

## 학력
- 낙생국민학교 졸업
- 양영중학교 졸업
- 경동고등학교 졸업
- 서울대학교 경영대학 경영학 학사
- 서울대학교 대학원 경영학 석사

## 가족
- 배우자: 권혜정
- 자녀: 2녀

## 역대 선거 결과
|  | 50.86% |

|  | 53.95% |

|  | 71.06% |

|  | 45.70% |

|  | 18.81% |

|  | 54.79% |

## 소속 정당
| 소속 정당 | 소속 정당 | 소속 기간 | 비고      |
| --------- | --------- | --------- | --------- |
|           | 무소속    | 1999~2000 | 정계 입문 |
|           | 한나라당  | 2000~2010 | 입당      |
|           | 무소속    | 2010~2012 | 탈당      |
|           | 한나라당  | 2011~2012 | 복당      |
|           | 새누리당  | 2012~2016 | 당명 변경 |
|           | 무소속    | 2016~현재 | 탈당      |

## 같이 보기
- 성남시 분당구 을
- 성남시 분당구의 국회의원
- 대한민국의 고용노동부 장관
- 대한민국의 대통령비서실장
- 경기도교육감